# 막스 플랑크 과학사 연구소
막스 플랑크 과학사 연구소 (독일어: Max-Planck-Institut für Wissenschaftsgeschichte)는 1994년 3월에 설립된 과학 연구 기관이다. 여기에서는 신석기 시대부터 현재까지 지식의 역사에 대한 근본적인 질문을 다루는 데 전념하고 있으며, 연구원들은 과학과 그 주변 문화 사이의 상호 작용 내에서 어떻게 새로운 범주의 생각, 증거 및 경험이 등장하게되었는지에 관한 그들의 연구를 통하여 역사적 인식론을 추구한다.

## 조직
막스 플랑크 과학사 연구소는 세 개의 부서와 여러 개의 독립적인 연구 그룹으로 구성되며, 이러한 부서는 다음과 같다.
- "지식 시스템의 구조적 변화" 위르겐 렌 (Jürgen Renn) 소장
- "지식 체계와 집단 생활" 에티엔 벤슨 소장
- "생산품, 행동, 지식" 다그마르 섀퍼 (Dagmar Schäfer) 소장

1995년부터 2014년까지 제3분과를 이끌었던 한스외르크 라인베르거(Hans-Jörg Rheinberger)와 1995년부터 2019년까지 제2분과를 이끌었던 로렝 다스통(Lorraine Daston)은 연구소에 명예직으로 있다.
연구 그룹은 다음과 같다.
- "생의학의 검증 사례", Lara Keuck 부서장
- "글로벌 과학 시스템에서의 중국" Anna L. Ahlers 부서장
- "최종 이론 프로그램의 역사적 인식론", Alexander Blum 부서장
- "영혼 및 신체의 전근대 과학 경험 ca. 800–1650", Katja Krause 보관됨 2023-06-02 - 웨이백 머신 부서장

또한 아래와 같은 주제에 집중하는 연구 그룹과 프로그램이 있다.
- IT 및 디지털 인문학 연구
- 전산 과학사

이 연구소는 또한 박사 과정 학생과 전 세계 다른 기관과의 연구 및 교육 협력으로 구성된다.

## 상주 기자 프로그램
연구소에는 상주 저널리스트 프로그램이 있다.